# Broń radiologiczna
Broń radiologiczna – rodzaj broni, w którym czynnikiem rażącym jest rozproszony materiał promieniotwórczy.

## Charakterystyka
W broni radiologicznej wykorzystywane są materiały promieniotwórcze uzyskane z ośrodków realizujących zarówno cywilne jak i wojskowe programy jądrowe. Stosowane być mogą także odpady promieniotwórcze z reaktorów badawczych, oraz środki promieniotwórcze wykorzystywane w przemyśle lub medycynie.
Materiał promieniotwórczy oddziałuje na organizm ludzki poprzez bezpośrednie napromieniowanie. Pochodzące zarówno od broni jądrowej, jak i broni radiologicznej, emitują cząstki alfa, beta oraz promieniowanie gamma. Cząstki alfa powodują znaczne zagrożenie dla ludzi w przypadku, gdy dostaną się do wnętrza organizmu. Cząstki beta mogą spowodować poparzenia skóry. Promieniowanie gamma charakteryzuje się dużym zasięgiem, przenikliwością i stanowi zagrożenie dla osób znajdujących się w zasięgu jego oddziaływania. Skażeniu może ulec powierzchnia ciała, drogi oddechowe lub układ pokarmowy. Te ostatnie, ze względu na ich specyficzne umiejscowienie są trudne do neutralizacji. Zagrożenie dla wojsk materiałami promieniotwórczymi uzależnione jest od sumarycznej dawki promieniowania.

## Radiacyjne urządzenia rozpraszające RED
Radiacyjne urządzenia rozpraszające, powodując skażenie o charakterze lokalnym, mogą opóźnić lub zakłócić prowadzenie działań operacyjnych w rejonie ich użycia. Zagrożenie skażeniem występuje na znacznie mniejszym obszarze, niż po wybuchu jądrowym.

Atak z wykorzystaniem RED może być wykonany metodą implozyjną, bezpośredniego rozpylenia lub rozrzucenia cząstek stałych oraz rozlania cieczy lub wytworzenia aerozolu. Ogień i dym mogą być również jedną z metod wykorzystaną do rozproszenia materiałów promieniotwórczych. Użycie źródeł promieniowania gamma ukierunkowane może być na spowodowanie porażenia popromiennego potencjalnych ofiar. Czynnikami rażenia zdarzeń CBRN. z użyciem broni radiologicznej będą promieniowanie przenikliwe oraz promieniotwórcze skażenie terenu.